# Idiocerus parvulus
Idiocerus parvulus är en insektsart som beskrevs av Henry Fairfield Osborn 1935. Idiocerus parvulus ingår i släktet Idiocerus och familjen dvärgstritar. Inga underarter finns listade i Catalogue of Life.